# Сватківська сільська рада (Мядельський район)
Сватківська сільська рада (біл. Сваткаўскі сельсавет) — адміністративно-територіальна одиниця в складі Мядельського району розташована в Мінській області Білорусі. Адміністративний центр — Сватки.
Сватківська сільська рада розташована на межі центральної Білорусі, в північній частині Мінської області орієнтовне розташування — супутникові знимки [Архівовано 25 серпня 2011 у WebCite], на південний схід від Мяделі.
До складу сільради входять 26 населених пунктів:
- Андрійки • Бонда • Бруси • Довжани • Єзженці • Замошшя • Калинівка • Кашонівка • Липове • Лужи • Магдулине • Мацьки • Наври • Невіри • Новики • Ольсевичі • Паморівщина • Пильковщина • Рудевичі • Русаки • Сватки • Сиві • Старинки-1 • Старинки-2 • Узла • Шкленикове.